# Alpenoberkrainer
Die Alpenoberkrainer (slowenisch Alpski kvintet) sind eine volkstümliche Musikgruppe aus Slowenien.
Die Gruppe, deren Tonträger bis auf wenige Ausnahmen immer in zwei Sprachen (auf Deutsch und Slowenisch gesungen) veröffentlicht werden, zählt zu den Vertretern der sogenannten Oberkrainermusik, die nach Slavko Avsenik benannt ist, der 1953 die Original Oberkrainer gründete.

## Geschichte
1966 benötigte ein Geschäftsmann aus dem Elsass eine Musikgruppe, die in seinem Lokal auftreten sollte. Jože Antonič gründete zusammen mit Freunden daraufhin die Gruppe, die ihren ersten Auftritt in Kranj absolvierten. Es folgten Auftritte in Österreich, Deutschland und der Schweiz. Die erste Single wurde 1967 veröffentlicht. Der große Durchbruch kam mit dem Instrumentaltitel Guten Morgen, den der damalige Akkordeonist Jože Burnik komponierte. Im deutschsprachigen Raum ist aber vor allem das Lied Mädel aus Krain sowie die Instrumentalpolka Schöne Urlaubszeit bekannt.
Aus gesundheitlichen Gründen musste Burnik 1983 aus der Gruppe ausscheiden, sein Nachfolger wurde Edi Semeja. 1985 wurde eine CD mit Blasmusik aufgenommen.
Anfang der 1990er Jahre wurde nach Weggang des Sängers Oto Pestner, der zusammen mit Ivanka Kraševec-Prešern im Duett sang, für mehrere Jahre ein Gesangstrio eingesetzt, doch 1995 wurde die Besetzung stark verändert. Nachdem Jože Antonič Bürgermeister der slowenischen Stadt Bled geworden war, stieß Marjan Rolc dazu. Man arbeitete ab 1998 mit dem Streichorchester um Alenka Semaja zusammen.
Nach einer weiteren personellen Umbesetzung erlebt die Gruppe seit 2005 weitere Erfolge. Zum 40-jährigen Jubiläum wurde eine Doppel-CD mit 20 neuen und 20 alten Titeln veröffentlicht. 2011 feierte die Gruppe ihr 45-jähriges Bühnenjubiläum. Bei einem Konzert in Villach wurde ihnen aus diesem Anlasse von der Plattenfirma VM-MCP eine Ehrenurkunde für 1.000.000 verkaufte Tonträger im deutschsprachigen Raum verliehen.
Mit Oto Pestner schloss sich ab 2015 ein bekannter Sänger der Band an. Gründungsmitglied und langjähriger Leiter Jože Antonič verstarb am 28. November 2015 unerwartet im Alter von 70 Jahren. Janez Per, Baritonist, der 1971 zur Gruppe stieß, übernahm in der Folge die Leitung.

## Musikstil
Die Gruppe gilt als prägend für den Oberkrainer- oder Alpski-Stil. Der musikalische Unterschied zu Slavko Avsenik und seinen Original Oberkrainern besteht trotz der gleichen Instrumentalbesetzung in einer Betonung der Trompete und des Akkordeons, wogegen Avsenik die Klarinette in den Vordergrund rückte. Beispiele für diesen Unterschied sind die Instrumentalstücke Sirenen-Polka bzw. der Walzer Hirtenlied von Avsenik und seinen Original Oberkrainern und Ivan spielt auf oder Morgensonne von den Alpenoberkrainern.
Während bei Avsenik meistens das Solo von der Klarinette durch Albin Rudan dominiert wurde, stand bei den Alpenoberkrainern meistens der Trompeter Ivan Présern im Vordergrund.

## Diskografie (Auswahl)
Die Alpenoberkrainer haben über 40 Tonträger in deutscher Sprache produziert, seit 1980 erschienen die meisten Alben bei der Plattenfirma MCP Sound & Media. In Slowenien werden die slowenisch gesungenen Tonträger von der Plattenfirma flexible VM vertrieben.

### Alben
- 1969: Für gute Laune (Exklusiv)
- 1973: Bringen (Tyrolis)
- 1977: Gute Laune aus Oberkrain (mit Ivanka Kraševec, RCA Victor)
- 1980: Musik ist unser Leben (mit Ivanka, Marifon)
- 1982: Trachtenfest (MCP)
- 1983: Herbststimmung (MCP)
- 1985: Oberkrainer Trompeten-Echo (mit Ivanka und dem Duo Melizza und Pico Tičak, Polydor)
- 1986: Für unsere Freunde (mit Ivanka und Otto, VM Records)
- 1986: Alpski-Schwung für jung und alt (VM Records)
- 1987: Winzerfest (Teldec)
- 1987: Die Alpenoberkrainer spielen Robert Stolz (Teldec)
- 1988: Eine Reise mit Musik (mit Ivanka und Otto, VM Records)
- 1990: Aus Liebe zur Musik (VM Records)
- 1991: Ein Dankeschön (MCP)
- 1992: Freude am Leben (VM Records)
- 1993: Musik ist ein Geschenk (MCP)
- 1995: Lasst die Gläser klingen (MCP)
- 1996: Musik ist unser Sonnenschein (VM Records)
- 2000: Power im Alpski Sound (MCP)
- 2000: Ein goldenes Herz (MCP)
- 2004: Unsere Erfolgsmelodien – Alpski-Strings instrumental (mit Streichorchester Alenka Semeja, MCP)
- 2006: Alpenweihnacht (MCP)
- 2008: 40 Jahre (MCP)
- 2011: Ein bisschen romantisch (MCP)
- 2012: Fröhlichkeit im Alpski Sound (MCP)
- 2013: Das Fenster zum Garten (MCP)
- 2019: Ich liebe dich Slowenien (MCP)
- 2022: Liebe zur Natur (MCP)

### Kompilationen
- 2002: Herzlichst (Eurotrend)
- 2013: Gold Edition (MCP)
- 2013: Ivan spielt auf – Die größten Alpenoberkrainer Trompeten-Hits (MCP)
- 2016: Goldenes Jubiläum (MCP)
- 2020: Die Legenden der Volksmusik – Ihre großen Hits (Eurotrend)
- 2022: Frohe Weihnachten (Eurotrend)

### Singles
- 1974: Bimmel-Bummel-Bahn-Polka
- 1986: Mein Mädel aus Krain / Wir kommen aus Slowenien
- 2019: Hirten Polka / Jingle Bells